# Авион (Па де Кале)
Авион (фр. Avion) насеље је и општина у североисточној Француској у региону Север-Па де Кале, у департману Па де Кале која припада префектури Арас.
По подацима из 2011. године у општини је живело 17.947 становника, а густина насељености је износила 1376,3 становника/km². Општина се простире на површини од 13,04 km². Налази се на средњој надморској висини од 52 метара (максималној 77 m, а минималној 27 m).

## Демографија
| 1962.  | 1968.  | 1975.  | 1982.  | 1990.  | 1999.  | 2011.  |
| ------ | ------ | ------ | ------ | ------ | ------ | ------ |
| 20.781 | 22.422 | 22.894 | 21.023 | 18.534 | 18.298 | 17.947 |

График промене броја становника у току последњих година